# 段務目塵
段務目塵（？—？），中國西晋十六國時期段部鮮卑的首領，出于东部鲜卑，世居辽西。受晉朝冊封為遼西公。是前任首領段乞珍之子。

## 生平
段務目塵嗣为段部首领，据有辽西地，统众三万余家，拥兵四、五万。遣军助东海王司马越征讨有功。太原王氏的王浚在出任都督幽州諸軍事時，認為天下將要大亂，因此欲與胡人結援，就將其中一個女兒嫁給段務目塵，太安二年（303年）又向朝廷表封務目塵為遼西公。之後段務目塵就常率段部軍隊隨王浚作戰。永兴元年（304年），随王浚起兵攻皇太弟、成都王司马颖，克邺城。永嘉三年（309年），奉命与王浚将祁弘统军万人破汉将石勒于常山封（飞）龙山下。永嘉四年（310年），段務目塵再被晉朝封為大單于。《魏書》稱務目塵在位時，段部鮮卑「據有遼西之地，而臣於晉。其所統三萬餘家，控絃上馬四五萬騎。」
務目塵去世後，由其子段就六眷繼承其位。段匹磾、段文鸯、段叔军、段秀也是他的儿子。

## 子女
- 段就六眷，繼嗣遼西公
- 段匹磾，晉幽州刺史
- 段文鴦
- 段叔軍